# Cymbirhynchus macrorhynchos
Bocarra-preta-e-vermelha ou bocarra-rubrinegro (Cymbirhynchus macrorhynchos) é uma espécie de ave da família Eurylaimidae. É a única espécie do género Cymbirhynchus.
Pode ser encontrada nos seguintes países: Brunei, Camboja, Indonésia, Laos, Malásia, Myanmar, Singapura, Tailândia e Vietname.
Os seus habitats naturais são: florestas subtropicais ou tropicais húmidas de baixa altitude e florestas de mangal tropicais ou subtropicais.